# إفيغيني روداكوف
إفيغيني روداكوف (بالأوكرانية: Євген Васильович Рудаков)‏ (2 يناير 1942 - 21 ديسمبر 2011)، لاعب كرة قدم سوفييتي سابق، ومدرب كرة قدم أوكراني سابق.
لعب مع منتخب الاتحاد السوفييتي لكرة القدم.

## روابط خارجية
- إفيغيني روداكوف على موقع الاتحاد الدولي (مؤرشف)  (الإنجليزية)
- إفيغيني روداكوف على موقع الاتحاد الأوربي (الإنجليزية)
- إفيغيني روداكوف على موقع قاعدة بيانات كرة القدم.إي يو (الإنجليزية)
- إفيغيني روداكوف على موقع ناشيونال فوتبول تيمز (الإنجليزية)
- إفيغيني روداكوف على موقع عالم كرة القدم.نت (الإنجليزية)
- إفيغيني روداكوف على موقع اللجنة الأولمبية الدولية (الإنجليزية)
- إفيغيني روداكوف على موقع أوليمبيديا (الإنجليزية)